# Mezdno delo in kapital
Mezdno delo in kapital je delo Karla Marxa, ki je nastalo na podlagi serije petih člankov v časopisu Neue Rheinische Zeitung, podlaga za te članke pa so bila Marxova predavanja v Bruslju. Prvotna verzija dela je izšla leta 1849, Friedrich Engels pa je leta 1891 izdal ponatis z manjšimi popravki, vezanimi na naknadne izpeljave marksistične ekonomije. Delo je bilo napisano kot propagandni tekst za delavce, namenjeno pa je poljudni obrazložitvi (Marx predpostavlja nično ekonomsko predznanje) kapitalističnih produkcijskih odnosov in razrednih antagonizmov, ki iz njih izhajajo, s tem pa tudi strukturno navzkrižje interesov proletariata in kapitalističnega razreda, ki obstaja ne glede na stanje gospodarske konjunkture in razvitost produktivnih sil.

## Razlika med ponatisom 1891 in izvirnikom
Druga različica Mezdnega dela in kapitala, ki jo je Engels izdal leta 1891, vsebuje glede na izvirnik terminološke popravke, ki pa imajo v marksistični teoriji velik pomen. Engels v predgovoru tudi izpostavi, da je ponatis različica, kot bi jo Marx napisal leta 1891, razlike pa izhajajo iz Marxovih izpeljav na področju politične ekonomije, do katerih je prišel v vmesnem obdobju (v tem obdobju je Marx tudi napisal Kapital). Najpomembnejši popravek je razlikovanje med delom in delovno silo; slednjo Marx v izvirniku imenuje delo, v nadaljnjih tekstih (npr. v Kapitalu) pa izpostavlja ravno razliko med realiziranim delom (ustvarjeno vrednostjo) in delovno silo (oz. njeno vrednostjo) kot ključno za produkcijo presežne vrednosti, s tem pa tudi kapitalističnega načina produkcije. Glavnina Engelsovih popravkov v 1891 različici je dosledno spreminjanje izraza delo v delovno silo (kjer je izraz delo prvotno napačno uporabljen).

## Povzetek dela
Tekst je razdeljen na 5 delov; vsak del je eden izmed člankov v objavljeni seriji in se osredotoča na specifičen vidik kapitalističnega načina produkcije. Prvi del definira odnos mezdnega dela, drugi del določitve vrednosti in cene delovne sile ter razliko med obema, tretji del definira kapital kot produkcijski odnos, četrti del obravnava dejavnike, ki vplivajo na višino mezde, pa tudi na različne definicije višine mezde, peti del pa obravnava konkurenco med kapitalisti ter njene posledice.

### 1. del
V prvem delu Marx izpostavi in popravi ključno zmoto iz klasične ekonomije (misli predvsem Adama Smitha in Davida Ricarda), da mezdni delavec kapitalistu ne prodaja svojega dela, ampak njegovo delovno zmožnost; v najem oddaja svojo delovno silo. To ponuja na trgu kot blago, ker sam ne more kriti lastnih potreb za preživetje, saj ne razpolaga s produkcijskimi sredstvi, da bi lahko realiziral svojo delovno silo. Ker je mezdni delavec osebno svoboden, ni vezan na specifičnega kapitalista; je pa zaradi kapitalističnega monopola nad produkcijskimi sredstvi vezan na kapitalistični razred. Višina mezde ni določena glede na vrednost, ki jo delavec ustvari, temveč z vrednostjo delovne sile. Kapitalist si kot lastnik produkcijskih sredstev prilasti končni produkt dela; s tem si tudi prisvoji razliko med vrednostjo delovne sile in vrednostjo, ki jo delovna sila ustvari. Realizacija te vrednosti ni neposredno povezana z najemom mezdnega dela; to sta dve različni operaciji v cirkulaciji kapitala. Kapitalistični monopol nad produkcijskimi sredstvi ima tudi za posledico, da za delavca (mezdno) delo ni cilj, ampak sredstvo za življenje. Na koncu Marx še izpostavi, da je mezdno delo izkoriščevalski odnos, značilen za kapitalistični način produkcije, ki se ga ne sme projicirati na celotno človeško zgodovino; kot primera drugačnega načina izkoriščanja navede suženjstvo in tlačanstvo.

### 2. del
Končno ceno blaga določa tržna konkurenca, ki se izoblikuje iz treh konfliktov; med prodajalci blaga, med kupci blaga ter razmerja moči obeh skupin. Oris stanja na trgu je razviden iz razmerja med ponudbo in povpraševanjem. Če ponudba presega povpraševanje, prevlada konkurenčni boj med prodajalci v prid kupcev, kar vodi v padec cene blaga; če povpraševanje presega ponudbo, bo prevladal konkurenčni boj med kupci v prid prodajalcev, kar vodi v dvig cene blaga. Nihanja v cenah vplivajo tudi na profitno mero kapitala, kar vodi v njegovo selitev iz manj dobičkonosnih ("prenasičenih") v bolj dobičkonosne ("nenasičene") panoge.
Konkurenca (tj. razmerje med ponudbo in povpraševanjem) obrazloži le nihanje cen blaga, ne pojasni pa izhodišča, okrog katerega cene nihajo (opazko je Marx kasneje ponovil v tretjem zvezku Kapitala). Izhodišče, okrog katerega niha cena blaga, so njegovi produkcijski stroški (tj. (menjalna) vrednost); količina dela, potrebnega za njegovo izdelavo.    
Delovna sila kot blago se s tega vidika ne razlikuje od preostalih vrst blaga; njeni produkcijski stroški so določeni kot znesek, potreben za preživetje in vzdrževanje delovne sposobnosti mezdnega delavca, pa tudi za vzdrževanje njegovega potomstva kot bodoče delovne sile. Pod produkcijske stroške delovne sile spada tudi njeno urjenje, poenostavljanje dela pa je pomemben trend zniževanje mezde na eksistenčni minimum.   

### 3. del
Definiciji kapitala (iz klasične ekonomije), ki razlikuje med "živim" delom (novo ustvarjeno vrednostjo) in "mrtvim" delom (produkti že realiziranega dela, kot so npr. produkcijska sredstva in surovine), Marx očita ahistoričnost, ker zanemarja delovne odnose, zaradi katerih "mrtvo" delo šele lahko postane kapital. Marx kapital definira kot produkcijski odnos, ki temelji na kapitalistični privatni lastnini in mezdnem delu in je zgolj eno izmed obdobij človeške zgodovine. Razvitost produktivnih sil navede kot temeljni dejavnik, ki izoblikuje družbeni način produkcije, ta pa nadalje določa vse ostale elemente (npr. državo, pravo, kulturo...) dane družbene ureditve. Definira tudi odnos med kapitalom in blagom; vsak kapital mora zavzeti tudi blagovno obliko, ni pa vsako blago tudi kapital. Izpostavi še paradoks, da so v okviru kapitalistične produkcije za mezdne delavce najugodnejši pogoji v obdobju pospešene akumulacije kapitala, ki pa tudi pomeni intenzivno krepitev prevlade kapitala nad delavskim razredom.

### 4. del
V obdobju prosperitete sicer pride do višanja mezd, a istočasno poteka še obsežnejša akumulacija kapitala; četudi se mezda absolutno poveča, se družbena neenakost povečuje, ker je obseg ustvarjenega družbenega bogastva nesorazmerno večji. V nadaljevanju Marx predstavi različne načine obravnave višine mezde. Najenostavnejši je nominalna mezda, ki se meri v denarnem znesku. Realna mezda upošteva še kupno moč nominalne mezde, za katero ni nujno, da se spreminja v isti smeri kot nominalna mezda; devalvacija valute ali podražitev življenjskih potrebščin vodita v nižanje realne mezde, četudi se nominalna mezda lahko celo dvigne. Dvig produktivnosti dela po drugi strani vodi v pocenitev življenjskih potrebščin, kar pomeni dvig realne mezde. Zadnja oblika (merjenje) mezde je relativna mezda, ki je definirana kot razmerje mezde nasproti profitu (presežne vrednosti) in je obratna vrednost (kasnejšega koncepta) mere presežne vrednosti. Koncept relativne mezde je pomemben za nadaljnjo Marxovo izpeljavo, da tudi scenarij nagle akumulacije kapitala, ki je v okviru kapitalizma za delavce najbolj ugoden, dokazuje medsebojno izključevanje interesov dela in kapitala; pogoj za akumulacijo je visoka mera presežne vrednosti, kar tudi pomeni, da večji del proizvedenega bogastva ostane v rokah kapitalističnega razreda.

### 5.del
Za posamezni kapital sta temeljni metodi pridobivanja prednosti pred konkurenco večanje delitve dela (v okviru tega pa tudi poenostavljanje posameznega delovnega mesta) ter povečevanje dela, ki ga opravijo stroji. Obe metodi imata za končni rezultat nižje produkcijske stroške na enoto blaga; to kapitalistu omogoča, da prodaja blago pod uveljavljeno ceno, kljub temu pa še vedno realizira poseben profit zaradi nadpovprečne produktivnosti dela, hkrati pa povečuje svoj tržni delež na račun konkurence. Takšna prednost pa je le začasna, saj enake ukrepe uvede tudi konkurenca, nakar se cikel ponovi. 
Takšen konkurenčni boj za nižanje produkcijskih stroškov (z večanjem produktivnosti dela) ima daljnosežne ekonomske in družbene posledice. Z ekonomskega vidika vodi v nesorazmerno rast produkcije glede na konsumpcijo, kar vodi v hiperprodukcijo in nato periodične gospodarske krize, z notranjo in zunanjo širitvijo trga pa kapitalizmu na dolgi rok tudi zmanjkuje manevrskega prostora, da začasno razreši protislovje hiperprodukcijo s širitvijo na zunanje trge. Z razrednega vidika ima nagla rast produktivnosti in poenostavljanje dela za mezdne delavce posledico, da se izostri konkurenčni boj med njimi; glede na obseg produkcije je razpoložljivih manj prostih delovnih mest, hkrati pa ta delovna mesta zaradi poenostavljanja dela lahko zapolni bistveno večji nabor kandidatov. Kapitalistični monopol nad produkcijskimi sredstvi v kombinaciji z rastjo produktivnosti in izginjanjem poklicev zaradi uvedbe strojne produkcije vodi v strukturni obstoj brezposelnosti (industrijske rezervne armade). Prekvalifikacija delovne sile ne pomeni nujno prekvalifikacije istega delavca (starega delavca lahko nadomesti mladi delavec, izurjen v novem poklicu), če do tega pride, pa velikokrat pride do degradacije iz kvalificirane v nekvalificirano delovno silo. Naraščajoča produktivnost dela in koncentracija kapitala vodita v proletarizacijo drobne buržoazije in malih kapitalistov, ki ne morejo tekmovati z velikim kapitalom in posledično zapadejo v vrste proletariata.  